# Afdeling Q (tv-serie)
Afdeling Q (engelsk originaltitel: Dept. Q for Department Q) er en skotsk dramaserie fra 2025, instrueret af Scott Frank og sendt på Netflix med premiere 29. maj 2025. Den er baseret på den danske forfatter Jussi Adler-Olsens krimithrillerserie om Afdeling Q - en afdeling på politigården, hvor henlagte sager genåbnes. Tv-seriens første sæson afspejler første bind i Adler-Olsens serie Kvinden i buret. Handlingen er dog flyttet fra København og Allerød til Edinburgh og Skotland, og hovedpersonen hedder Carl Morck i stedet for det oprindelige Carl Mørck. I stedet for bogens mutte nordjyde er han i tv-serien en engelsk enspænder omgivet af stovte skotter.

## Handling
Efter en politiaktion, der går helt galt, bliver en af deltagerne, Carl Morck spillet af Matthew Goode, forflyttet til en nyoprettet afdeling Q for kolde, uopklarede sager. Her kaster han og hans to medarbejdere, den bramfri Rose (Leah Byrne) og den syriske flygtning og tidligere politimand Akram (Alexej Manvelov), sig over en sag om en kvinde, der er forsvundet sporløst fire år tidligere. Alle tre politifolk har problemer fra fortiden med sig i bagagen, men er effektive i afdelingens arbejde. Hovedplottet er intakt i forhold til Jussi Adler-Olsens roman, men handlingen er udvidet med et sideplot om organiseret kriminalitet.

## Medvirkende
- Matthew Goode - Carl Morck
- Kelly Macdonald - Dr. Rachel Irving
- Chloe Pirrie - Merrit Lingard
- Alexej Manvelov - Akram Salim
- Leah Byrne - Rose
- Mark Bonnar - Stephen.
- Jamie Sives - DS Hardy
- Shirley Henderson - Clare Marsh
- Kate Dickie - Miora

## Modtagelse
Tv-serien fik generelt rosende anmeldelser i danske og internationale medier.

### Danmark
Filmmagasinet Ekko gav serien fem stjerner ud af seks og kaldte den fremragende. Magasinet skrev, at den danske jovialitet og Assads kamelvitser var fjernet, men at serien fandt ind til kernen af Adler-Olsens krimiverden, og at Matthew Goode var mere overbevisende i hovedrollen som Carl Mørck/Morck end de to danske skuespillere, der tidligere havde haft rollen i de danske indspilninger: Nikolaj Lie Kaas og Ulrich Thomsen. Berlingske tildelte fire stjerner og mente, at udlandet godt kunne glæde sig til at se den historie, som i forvejen var kendt af så mange danskere gennem både bogserien og de fem danske spillefilm om afdeling Q. Politiken skrev, at tv-serien var mesterlig og fungerede langt bedre end den tidligere danske filmatisering af Kvinden i buret - og måske endda var bedre end forlægget i form af bogen. Avisen tildelte serien fem hjerter.

### Internationalt
Den britiske avis The Guardian gav filmen fire ud af fem stjerner og fremhævede især Matthew Goodes præstation i hovedrollen som Carl Morck. Det amerikanske Variety kaldte serien medrivende, fordi den viste den detaljegrad og tålmodighed, der er nødvendig i en efterforskning.